# Kannabigerol
A kannabigerol (CBG) egy nem-pszichoaktív kannabinoid, mely a kenderfajokban (Cannabis) található. A CBG magasabb koncentrációban található az indiai kendernövényekben, mint a magas tetrahidrokannabinol-tartalmú Cannabis fajokban.

## Gyógyászati felhasználás
A CBG emberben csökkenti a vérnyomást.

## Lásd még
- Cannabis